# Silnice II/315

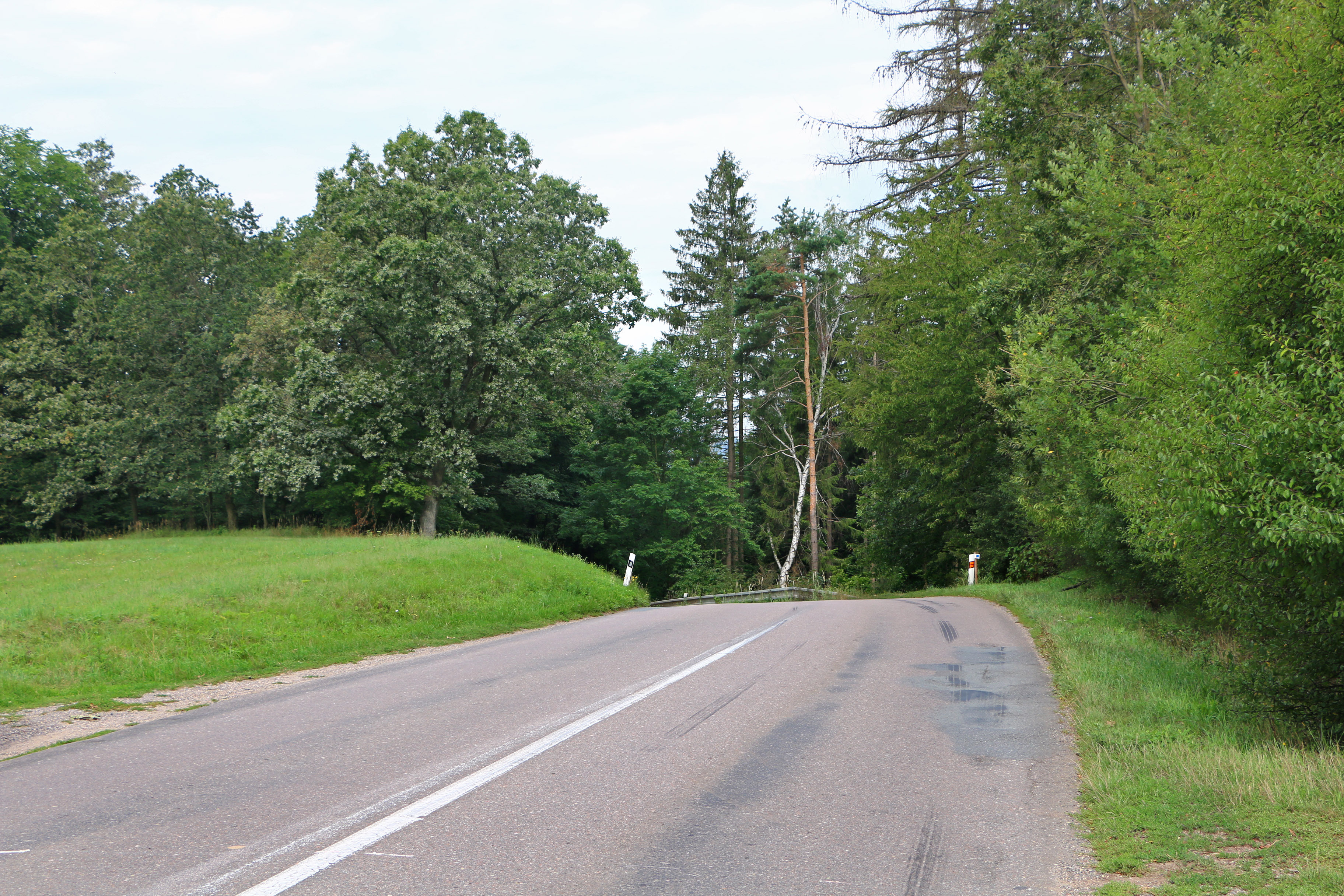
Silnice u Lanškrouna

Silnice II/315 je silnice II. třídy, která vede z Týnišťka do Úsova. Vede obcemi Sruby, Choceň, Ústí nad Orlicí, Lanškroun, Tatenice, Hoštejn, Zábřeh a Dubicko. Je dlouhá 83,8 km. Prochází dvěma kraji a dvěma okresy.

## Vedení silnice

### Pardubický kraj, okres Ústí nad Orlicí
- Týnišťko (křiž. I/35)
- Rzy
- Dobříkov (křiž. III/3152)
- Hluboká
- Sruby (křiž. III/3574)
- Choceň (křiž. II/317)
- Zářecká Lhota
- Loučky
- Svatý Jiří (křiž. III/3155)
- Jehnědí
- Hrádek (křiž. III/3156)
- Ústí nad Orlicí (peáž s I/14, křiž. I/14, II/360)
- Knapovec (křiž. III/31510)
- Skuhrov (křiž. III/31512)
- Ostrov (křiž. II/313, III/31513)
- Lanškroun (peáž s I/43, křiž. I/43, III/31514, III/36819, III/36810)
- Sázava
- Lubník (křiž. III/31517)
- Tatenice (peáž s II/368, křiž. II/368)

### Olomoucký kraj, okres Šumperk
- Hoštejn (křiž. III/31528)
- Kosov
- Zábřeh (křiž. I/44, II/369, III/31534, III/31537, III/31527, III/31519)
- Leština (křiž. II/370, III/31538)
- Hrabová (křiž. III/31540)
- Dubicko (křiž. III/31541, III/31544)
- Police (křiž. III/31545, III/4447)
- Úsov (křiž. II/444, III/31548)